# Gran muralla verde (África)

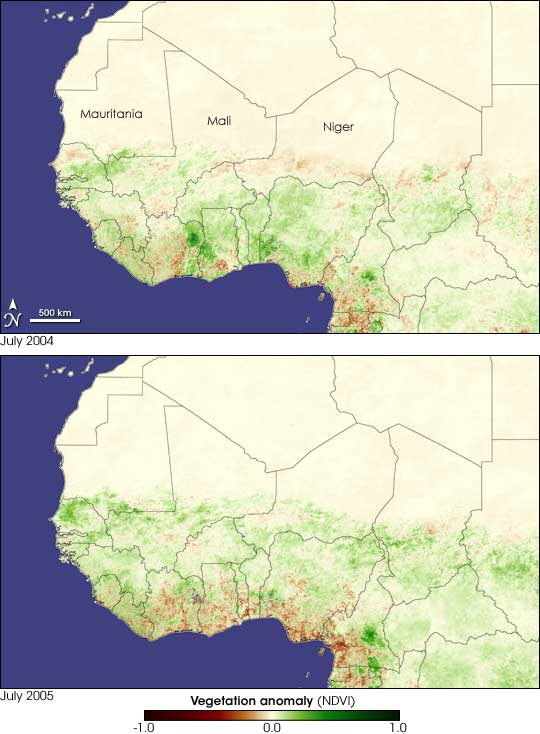
Evolución de la vegetación en el África subsahariana.

La Gran Muralla Verde, o Iniciativa para la Gran Muralla Verde del Sahara y el Sahel (en francés: Grande Muraille Verte pour le Sahara et le Sahel), es la iniciativa insignia en África para ayudar a combatir los efectos del cambio climático y la desertificación. Liderada por la Unión Africana, esta iniciativa intenta transformar la vida de millones de personas creando un gran mosaico de paisajes verdes y productivos cubriendo África del Norte, el Sahel y el Cuerno de África.
Partiendo de la idea inicial de una línea de árboles que atravesara el desierto de este a oeste, la visión de la Gran Muralla Verde ha evolucionado hacia un mosaico de intervenciones dirigidas a los retos a los que se enfrentan las poblaciones del Sahara y el Sahel. Tendrá una longitud de unos 8 mil kilómetros y 15 km de ancho. Considerada una herramienta de planificación para el desarrollo rural, el objetivo general de esta sociedad subregional es fortalecer la resiliencia de los habitantes y los ecosistemas mediante el uso de prácticas sólidas de gestión de ecosistemas, la protección del patrimonio rural y la mejora de las condiciones de vida de las poblaciones locales.
Mediante una mejora en los ingresos de las comunidades locales, la Iniciativa para la Gran Muralla Verde del Sahara y el Sahel será también una respuesta global al efecto combinado de la degradación de los recursos naturales y la sequía en las zonas rurales. La Iniciativa es una asociación que apoya el esfuerzo de las comunidades locales en el uso y gestión sostenibles de los bosques, pasturas y otros recursos naturales en las tierras secas. Así mismo, contribuye a la adaptación y mitigación de los efectos del cambio climático, mejorando a la vez la seguridad alimentaria en el Sahara y el Sahel.

## Presentación
Una cobertura forestal aporta numerosos elementos positivos para la población:
- Protección de los campos y de las aldeas contra el viento y la erosión. El muro vegetal constituye un filtro que limita la inhalación de polvo y otras partículas por parte de las poblaciones y por tanto las enfermedades que causan.
- Aporte de elementos nutritivos en un suelo casi muerto: las hojas muertas crean una capa que protege y regenera los suelos de los campos y los árboles ayudan igualmente aumentando la capacidad de los suelos para almacenar el agua.
- Aumento de la humedad y de la pluviometría local gracias a la evapotranspiración de los árboles plantados.
- Reserva de forraje de calidad para el ganado porque la hierba crece mejor a la sombra de los árboles.

Para contrarrestar dos grandes problemas de la región del Sáhara, y particularmente del Sahel, uno ecológico, la desertificación y la degradación de las tierras, y otro económico, causado por el éxodo rural y la pobreza de las poblaciones involucradas, once países de la región (Burkina Faso, Yibuti, Eritrea, Etiopía, Malí, Mauritania, Níger, Nigeria, Senegal, Sudán y Chad) se comprometieron a luchar contra el avance del desierto, uniéndose para este fin en la séptima cumbre de jefes de Estado del CEN-SAD (Comunidad de los Estados Sahelosaharianos) el 1 y 2 de junio de 2005 en Uagadugú.
Más que un proyecto técnico ha de considerarse una iniciativa política llevada adelante por un grupo de países asolados por la falta de agua, que busca despertar el interés en los pobladores y cambiar su forma de pensar, impulsando prácticas agrícolas que frenen la erosión. La iniciativa continúa las ideas inspiradas por la Premio Nobel de la Paz Wangari Maathai.